# Bobby Shearer
Bobby Shearer (29 december 1931 - 5 november 2006) was een Schots professioneel voetballer. Hij is ook viermaal geselecteerd voor het Schots voetbalelftal.

## Carrière
Tussen 1950 en 1955 speelde Shearer voor Hamilton Academical, de ploeg uit zijn geboortestad. De rechtsback speelde in de zes seizoenen 74 wedstrijden waarin hij niet scoorde.
Zijn strijdlustige speelstijl heeft hem toen wel de bijnaam Captain Cutlass opgeleverd.
Shearer speelde tussen 1955 en 1965 407 wedstrijden voor de Rangers. In die 407 wedstrijden zat een moment dat Shearer 165 wedstrijden achter elkaar gespeeld heeft. Bij de Rangers scoorde hij 4 keer.
Op 15 april 1961 maakte Shearer zijn debuut voor het Schots voetbalelftal. Hij speelde zijn eerste wedstrijd tegen Engeland in het Wembley Stadion.
Er werd toen verloren met 9-3.
Na Engeland speelde Shearer ook nog tegen tweemaal tegen Ierland, en een maand later tegen Tsjechië. Dit was een WK-kwalificatieduel dat werd verloren met 4-0.
Mede dankzij Shearer werden de Rangers in het seizoen 1963-1964 drievoudig kampioen. Ze wonnen de landstitel, de Scottish FA Cup en Scottish League Cup. In totaal werd Bobbie Shearer vijfmaal landskampioen, won drie keer de Scottish FA Cup en vier keer de Scottish League Cup.
Na zijn tijd op Ibrox, vertrok Shearer naar Queen of the South. Daar was hij tot 1966 speler-coach. Daarna vertrok Shearer naar het bijna failliete Third Lanark AC. Nadat ze in 1967 bankroet waren verklaard, vertrok Shearer naar waar hij begonnen was: Hamilton Academical. Daar was hij van oktober 1970 tot 2 oktober 1971 manager van de club.
Na een kort ziekbed stierf Bobby Shearer op 5 november 2006. Hij werd 74 jaar.